# Zo vader, zo zoon (ep)
Zo vader, zo zoon is de gezamenlijke ep van de Nederlandse rappers Jacin Trill en Bokoesam. Het album werd op 9 februari 2018 uitgebracht onder de labels Top Notch en Artsounds. Het album bevat onder andere producties van 808milli en Garrincha. Er staan geen gastoptredens op de ep. De ep wist in de eerste week binnen te komen op nummer 1 in de Album Top 100. Ook in België wist het album de albumlijst te halen.

## Tracklist
| Nr. | Titel                 | Duur |
| --- | --------------------- | ---- |
| 1.  | Based freestyle       | 1:23 |
| 2.  | Op mijn phone - Pt. 2 | 2:32 |
| 3.  | Gouden koets          | 2:27 |
| 4.  | Maccie menu           | 2:41 |
| 5.  | Nikes                 | 2:42 |
| 6.  | Gevulde cups          | 2:24 |
| 7.  | 3 ho's                | 1:57 |
| 8.  | Pizza bij             | 2:14 |
| 9.  | Zo vader zo zoon      | 2:52 |